# Microsoft Store
Microsoft Store (pronunciación en inglés: /stoɹ/; anteriormente conocida como Windows Store) es la plataforma de distribución digital de software desarrollada por Microsoft Corporation como parte de Windows 8, Windows 8.1, Windows Server 2012, Windows 10, Windows 11 y Windows Server 2016 para proveer un catálogo de aplicaciones centralizado y seguro. Microsoft Store apoya tanto aplicaciones gratuitas como de pago, con estas últimas costando desde 1.49 a 999.99 USD y ofreciendo posibles pruebas gratuitas. La tienda de Windows se puso a disposición simultáneamente con el lanzamiento de la Comsumer Preview de Windows 8, que fue lanzada el 29 de febrero de 2012.
La tienda de Windows es el único medio de distribución de aplicaciones de estilo Modern para Windows 8/RT, la razón oficial es permitir a Microsoft escanear aplicaciones en busca de fallos de seguridad y programas maliciosos. Microsoft Store tiene un reparto de beneficios del 30% para Microsoft y 70% para el desarrollador. Una vez se llegue a 25,000 USD en ingresos, el reparto es de 80% para el desarrollador. Las transacciones económicas se realizan vía PayPal, no se aceptan puntos Microsoft. Los desarrolladores individuales pueden registrarse por 49 USD y las empresas por 99 USD. Los desarrolladores de 38 países pueden presentar solicitudes a Microsoft para publicar sus aplicaciones en Microsoft Store. La aplicación puede soportar 109 idiomas, siempre y cuando se apoye en uno de los 12 idiomas de la aplicación de certificación.

## Funcionamiento
Para usar la tienda la primera vez se requiere el uso de una Cuenta Microsoft y con esto llevar un historial de aplicaciones compradas. Por lo tanto, Microsoft siempre sabe qué aplicaciones ha obtenido cualquier persona. Fuera de los 120 países en los que trabaja Microsoft Store, los usuarios no pueden desarrollar ni tener tal software. Microsoft Store centraliza todo lo relacionado en instalación, actualización o desinstalación de estas aplicaciones. Además en Windows 10 tiene secciones para comprar películas y series de TV. Desde enero de 2018 la sección de Música fue retirada de la tienda.
Las aplicaciones estilo Metro pueden desaparecer de la computadora si la app fue retirada de la tienda por deseo del desarrollador.
Por eso es prácticamente imposible hacer respaldos de los ejecutables de las apps metro/modernas del mismo modo que los .exe de un programa de escritorio.

## Historia

### Windows XP y Vista
Windows Catalog en Windows XP era una tienda en línea de Microsoft donde se podía adquirir software de la compañía a través de un ID de Windows Live (ahora Cuenta Microsoft), que más tarde se renombró como Windows Marketplace en Windows Vista, aunque Marketplace era solo utilizable para residentes de Estados Unidos. Estaba integrado en Windows XP y Windows Vista dentro de Agregar y Quitar programas. Desde ella los consumidores podían adquirir y descargar software compatible con Microsoft Windows. El 18 de noviembre de 2008 se anunció el cierre (o descontinuación) de Windows Marketplace.

### Windows Developer Preview
El 13 de septiembre de 2011, primer día de la conferencia de desarrolladores de BUILD, Steven Sinofsky, presidente de la división Windows y Windows Live de Microsoft, anunció la aplicación de la tienda de Windows y sus funciones, e hizo una demostración. Microsoft también publicó ese día Windows 8 Developer Preview, que incluyó la aplicación de la tienda de Windows aunque no funcionaba sino que simplemente mostraba un mensaje que decía "Coming soon". 

### Tienda de Windows 8.1
La Tienda de Windows 8.1 tiene un aspecto completamente distinto, con categorías recomendadas, Tops y ofertas, junto con la capacidad de actualizar automáticamente. Las listas ahora alcanzan hasta 1000 elementos y se incluye una barra de búsqueda.

### Tienda de Windows 10
La Tienda se unifica con la tienda de Windows Phone 8.1, además de ofrecer música, vídeo y libros electrónicos. En febrero de 2016, Microsoft anuncia el Proyecto Centennial, el cual consiste en convertir los paquetes del software tradicional (Win32), y ofrecerlo en la tienda con las respectivas ventajas de una aplicación universal. La herramienta se lanzó para el público en general con el lanzamiento de Anniversary Update. Microsoft estaría convirtiendo WordPad, XPS Viewer, Microsoft Character Map, Fax y Escáner y la suite de Office con Centennial. Se cree que estas se podrán instalar de forma manual, con la aplicación Microsoft Desktop App Installer, que está asociada a archivos con las extensiones .appx y .appxbundle, permitiendo su instalación si los paquetes están debidamente certificados por la tienda de Microsoft. Con la actualización Windows 10 Fall Creators Update, la aplicación pasó a denominarse Microsoft Store y estrenó nueva imagen.

### Nueva Tienda para Windows 11 y Windows 10
Lanzado junto con Windows 11 y luego para Windows 10, Microsoft Store recibió un rediseño completo desde cero. Incluyó muchas funciones (algunas exclusivas para Windows 11) y estas son:
- Se podrán ejecutar aplicaciones y juegos móviles de Android. (Solo para Windows 11)
- Una tienda "emergente" que ayuda a instalar aplicaciones desde la Web.
- Soporte para más tipos de aplicaciones.
- Flexibilidad y elección de plataforma comercial.

La función de descargar aplicaciones de Android a través de Amazon Appstore se lanzara recién para el año 2022 y será exclusivo para Windows 11.

## Características de la tienda
Microsoft Store es el principal medio de distribución de aplicaciones de la Aplicaciones de la Plataforma Universal de Windows para los usuarios. La instalación de aplicaciones desde fuera de la tienda (conocida como Sideloading) es compatible con Windows 10 de forma optativa, pero Windows 8 solo permite habilitar la instalación en paralelo si el dispositivo está ejecutando la edición Enterprise de Windows 8 en un dominio de Windows. La instalación en paralelo en Windows RT, Windows 8 Pro y en computadoras empresariales de Windows 8 sin afiliación a un dominio, requiere la compra de licencias adicionales a través de licencia por volumen. Los desarrolladores individuales pueden registrarse por US$19 y las empresas por US$99.
Inicialmente, Microsoft tomaba un 30% de las ventas de aplicaciones hasta que alcanzaba los US$25,000 en ingresos, momento en el que el porcentaje bajaba al 20%. El 1 de enero de 2015, se eliminó la reducción al 20% tras alcanzar los $25,000, y Microsoft tomó un 30% de todas las compras de aplicaciones, independientemente de las ventas totales. A partir del 1 de agosto de 2021, Microsoft solo toma un 12% de las ventas de aplicaciones. También se permiten transacciones de terceros, de las cuales Microsoft no toma una parte.

### Aplicaciones y juegos de Windows
En 2015, más de 669,000 aplicaciones estaban disponibles en la tienda, incluyendo aplicaciones para Windows NT, Windows Phone, y aplicaciones UWP, que funcionan en ambas plataformas. Las categorías que contienen el mayor número de aplicaciones son "Juegos", "Entretenimiento", "Libros y Referencia", y "Educación". La mayoría de los desarrolladores de aplicaciones tienen una sola aplicación. Tanto las aplicaciones gratuitas como las de pago pueden ser distribuidas a través de la Microsoft Store, con aplicaciones de pago que varían en coste desde US$0.99 hasta $999.99. Los desarrolladores de 120 países pueden enviar aplicaciones a la Microsoft Store. Las aplicaciones pueden admitir cualquiera de los 109 idiomas, siempre que admitan uno de los 12 idiomas de certificación de aplicaciones.
De 2016 a 2019, la mayoría de los juegos de Microsoft Studios portados a PC se distribuyeron exclusivamente a través de la Microsoft Store. Microsoft abandonó esta estrategia en mayo de 2019, ante las críticas a las limitaciones enfrentadas por los juegos basados en UWP, y el deseo de vender también juegos en tiendas competidoras como Steam. La nueva aplicación Xbox se convirtió posteriormente en la principal interfaz para los juegos de PC disponibles a través de la Microsoft Store, e integra el servicio de suscripción PC Game Pass.

### Películas y programas de televisión
Las películas y los programas de televisión están disponibles para compra o alquiler, dependiendo de la disponibilidad.
El contenido se puede reproducir en la aplicación Microsoft Movies & TV (disponible para Windows 10, Xbox One, Xbox 360 y Xbox X/S), o en la aplicación Xbox Video (disponible para PCs y tablets con Windows 8/RT, y Windows Phone 8). En los Estados Unidos, una cuenta de Microsoft puede vincularse al servicio de casillero digital Movies Anywhere (requiere registro separado), que permite que el contenido comprado se reproduzca en otras plataformas (por ejemplo, MacOS, Android, iOS).
Microsoft Movies & TV está actualmente disponible en los siguientes 21 países: Australia, Austria, Bélgica, Brasil, Canadá, Dinamarca, Finlandia, Francia, Alemania, Irlanda, Italia, Japón, México, Países Bajos, Nueva Zelanda, Noruega, España, Suecia, Suiza, Estados Unidos y Reino Unido. La compra de programas de televisión no está actualmente soportada en Bélgica.

### Características anteriores

#### Música
El 2 de octubre de 2017, Microsoft anunció que la venta de música digital en la Microsoft Store cesaría el 31 de diciembre tras la discontinuación de Groove Music Pass. Los usuarios pudieron transferir su música a Spotify hasta el 31 de enero de 2018.

#### Libros
Los libros comprados en la Microsoft Store eran accesibles anteriormente en Microsoft Edge basado en EdgeHTML. La capacidad de abrir libros electrónicos EPUB  se eliminó durante el cambio a Microsoft Edge basado en Chromium.
El 2 de abril de 2019, Microsoft anunció que la venta de libros electrónicos en la Microsoft Store había cesado. Debido a las licencias de DRM que no se renovarían, todos los libros se volvieron inaccesibles en julio de 2019, y Microsoft reembolsó automáticamente a todos los usuarios que habían comprado libros a través del servicio.

## Directrices
Al igual que Windows Phone Store, Microsoft Store está regulada por Microsoft. Las solicitudes para publicar aplicaciones deben obtener la aprobación de Microsoft, antes de estar disponibles en la tienda. Se clasifican como aplicaciones prohibidas aquellas que:
- Contengan contenidos para adultos, tengan un grado sobre PEGI 18, ESRB Mature (o equivalentes), o que contengan contenido que justifique tal calificación
- Inciten a la discriminación, el odio o la violencia basada en la pertenencia a un determinado grupo social, racial, étnica, nacional, lingüística, religiosa o de otra índole, o basado en el género de la persona, edad u orientación sexual
- Contengan contenido o funcionalidades que estimulen, faciliten o idealicen una actividad ilegal
- Contengan o muestren contenido que una persona razonable consideraría obsceno
- Contengan contenido difamatorio, calumnioso o amenazante
- Promuevan, faciliten o idealicen el uso excesivo o irresponsable de alcohol, tabaco, drogas o armas
- Promuevan, faciliten o ensalcen la violencia extrema, violaciones de derechos humanos o el uso de armas en contra de una persona o animal en el mundo real
- Contengan blasfemia excesiva

Microsoft se reserva el derecho a eliminar las aplicaciones existentes en los dispositivos como se indica en los términos de uso, pero no acepta ninguna responsabilidad con respecto a la prevención de pérdida de datos como resultado de la eliminación de dichas aplicaciones.